# La Vaca Xula
La Vaca Xula de Vacarisses és un element del bestiari popular català que fa honor al nom del seu poble, Vacarisses, que els antics documents escriuen Vacarissas, que prové de "lloc de pastura de vaques".
La Vaca Xula fou construïda l'any 1992 per Jordi Grau del Taller el Drac Petit de Terrassa una de les primeres vaques festives de Catalunya. Pertany a la Colla Gegantera de Vacarisses, amb el que sol acompanyar a moltes de les seves sortides, tant pel poble com fora, als gegants de la localitat. El 13 d'octubre de 1996, amb motiu del desè aniversari de la creació del Bou de Foc del Vendrell, es va organitzar la primera Trobada de Bous de Catalunya en què es produí el casament entre la Vaca Xula i el Bou de Foc del Vendrell. L'anual «Baixada de la Vaca» des del castell fins al poble és un esdeveniment que gaudeix un èxit creixent. Mentrestant ha procreat i va donar vida a quatre «vaquetes».